# Darlin Yongwa
Darlin Zidane Yongwa Ngameni (* 22. September 2000 in Douala) ist ein kamerunischer Fußballspieler. Der linke Verteidiger steht seit 2022 beim FC Lorient unter Vertrag.

## Karriere

### Verein
Yongwa begann seine Karriere in seinem Heimatland Kamerun bei Brasseries du Cameroun. 2019 wechselte er nach Frankreich zu Chamois Niort. Dort kam er im Mai desselben Jahres erstmals für die zweite Mannschaft zum Einsatz. Für die A-Mannschaft debütierte er im September 2019, als er in der Ligue 2 am neunten Spieltag gegen die AJ Auxerre eingewechselt wurde. In den kommenden Wochen kam er in sieben weiteren Ligaspielen zum Einsatz, bevor er ab Januar auf der Bank Platz nehmen musste. Die nächste Saison verbrachte der Spieler hauptsächlich als Stammkraft, bevor er gegen Ende erneut seltener zum Einsatz kam – so stand er schlussendlich bei 27 Einsätzen in der zweithöchsten französischen Spielklasse. Darüber hinaus war er mit einer Vorlage im Relegationsrückspiel maßgeblich am Klassenerhalt beteiligt. In der Spielzeit 2021/22 war der Kameruner erneut gesetzt – er absolvierte 31 Partien, davon 26 über die volle Spielzeit. Im Juli 2022 verließ er Niort und wechselte zum Erstligisten FC Lorient. Dort war er zunächst Ergänzungsspieler und kam zu Kurzeinsätzen.

### Nationalmannschaft
Yongwa debütierte im September 2022 im Rahmen eines Freundschaftsspiels gegen Usbekistan für die kamerunische A-Nationalmannschaft.